# Wallace (Nebraska)
Wallace es una villa ubicada en el condado de Lincoln en el estado estadounidense de Nebraska. En el Censo de 2010 tenía una población de 366 habitantes y una densidad poblacional de 198,75 personas por km².

## Geografía
Wallace se encuentra ubicada en las coordenadas 40°50′15″N 101°9′52″O / 40.83750, -101.16444. Según la Oficina del Censo de los Estados Unidos, Wallace tiene una superficie total de 1.84 km², de la cual 1.84 km² corresponden a tierra firme y (0%) 0 km² es agua.

## Demografía
Según el censo de 2010, había 366 personas residiendo en Wallace. La densidad de población era de 198,75 hab./km². De los 366 habitantes, Wallace estaba compuesto por el 85.52% blancos, el 0% eran afroamericanos, el 1.09% eran amerindios, el 0.82% eran asiáticos, el 0% eran isleños del Pacífico, el 10.38% eran de otras razas y el 2.19% pertenecían a dos o más razas. Del total de la población el 17.21% eran hispanos o latinos de cualquier raza.